# Ghoster Coaster (Canada's Wonderland)
Ghoster Coaster (eerder Scooby's Gasping Ghoster Coaster) is een houten achtbaan in het Canadese attractiepark Canada's Wonderland. De achtbaan werd geopend in 1981 en is tot op heden operationeel.